# Ingold Airlines

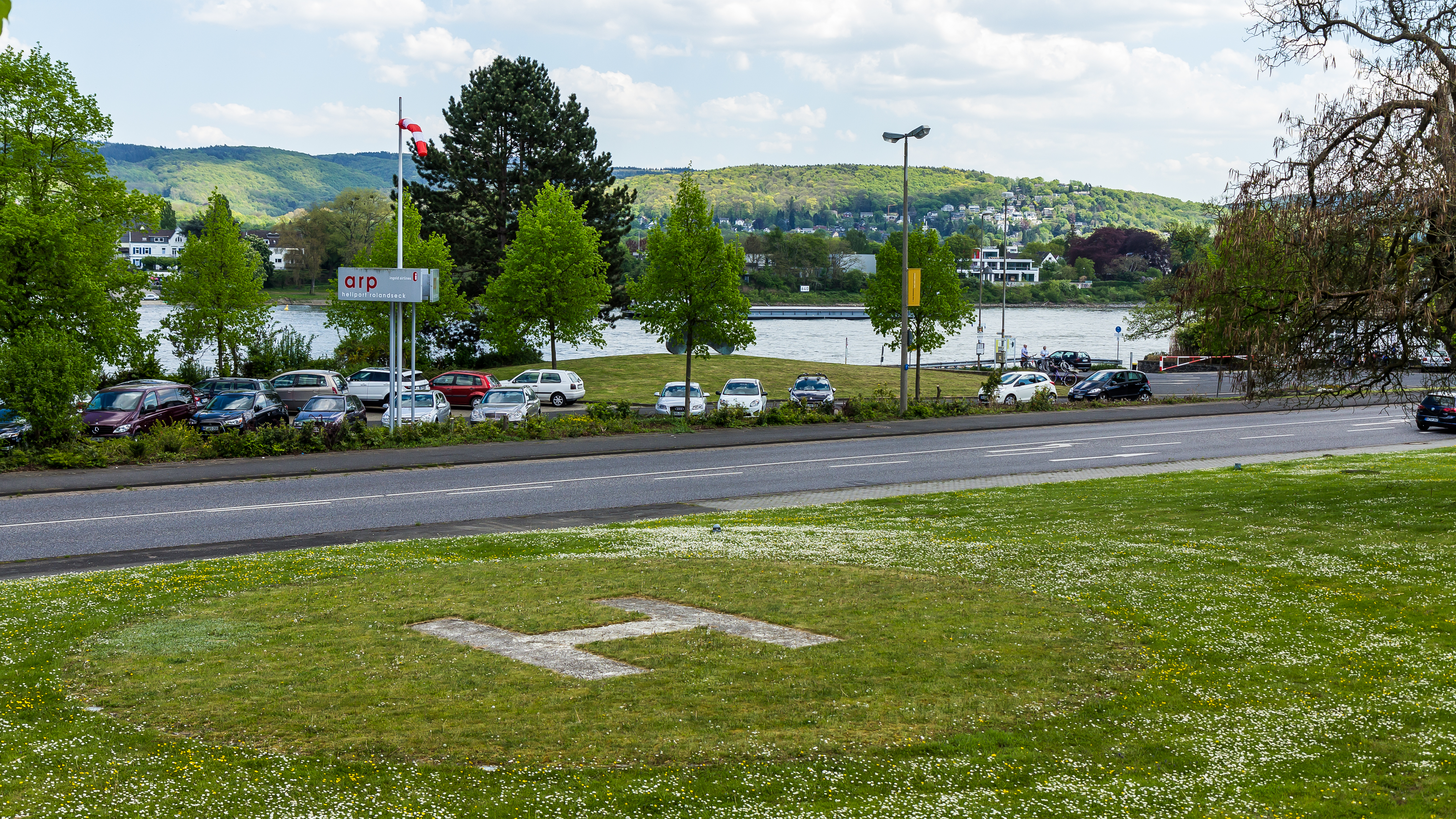
Arp Heliport Rolandseck, Ingold Airlines

Ingold Airlines ist ein Konzeptkunstprojekt des Schweizer Künstlers Res Ingold. Es handelt sich um eine fiktive Fluggesellschaft, die nur aus Logos, Corporate Identity und Werbe- und Präsentationsmaterial besteht. Das Projekt wurde 1982 gestartet. Es wird seitdem in Galerien und Museen, aber auch auf Messen ausgestellt.

## Beschreibung
"Ingold Airlines ist eine interkontextuelle Fluggesellschaft. Sie erlaubt es, mit beiden Beinen auf dem Boden zu bleiben und dennoch abzuheben. Denn es geht um Reisen im Kopf", erklärt Johanna Foitzik vom Amberger Luftmuseum. Buchen kann man die Reisen allerdings ganz real, zum Beispiel im Internet. "Der Künstler Res Ingold geht mit seiner fiktiven Fluggesellschaft auch auf Messen, hat einen Stand wie alle anderen Fluggesellschaften auch, Giveaways, eine etablierte Marke mit Logo und allem Drum und Dran. Kunst, Kultur und Marketing verschmelzen." Es „gibt“ dabei z. B. eine Fluggastbegleitung, einen VIP-Service, Mitgliederclub, ein Cargo-System und einen Shuttleservice.
Ingold Airlines bedient als offiziellen Partner die Insel Sehnah des Künstlers Hans Ulrich Siegenthaler.
Ingold thematisiert das Verhältnis von Zeichen und Bezeichnetem (Semiotisches Dreieck), von Realität und Simulation, von Wirtschaft und Kunst. 1996 wurde Ingold Airlines in eine Aktiengesellschaft umgewandelt.
2009 wurde das Projekt Internationaler Vogelflughafen gegründet, das 2012 auf dem Dach der Bundeskunsthalle Bonn fortgeführt wurde.

## Zitate
„Das ist eines der Betriebsgebiete, welches sich am rasantesten entwickelt hat: Es gibt sehr viele Leute, die lieber nicht fliegen, die Angst haben zu fliegen, die einfach nicht dastehen wollen als Nichtflieger, und für die haben wir Tickets, die sie dann vorweisen können, dass sie schon dazugehören, aber nicht fliegen mussten.“